# Большие Нырси
Большие Нырси (тат. Олы Нырсы) — село в Тюлячинском районе Республики Татарстан, административный центр Большенырсинского сельского поселения.

## Этимология
Название села произошло от татарского слова «олы» (большой) и названия реки «Нырсы» (Нырса). Первоначальные названия дер. Нырсы Варзи и Нырсывар (здесь спутали с деревней Нырсывар (Нырсуар) Пестречинского района) и проживали в нем чуваши на Чувашской даруге, вторая часть слова Вар (Варçи) - овраг, ложбина, типичный чувашский топоним (здесь тоже ошибочное суждение - Большие Нырсы известно со времен Казанского ханство и там со времен основания деревни жили татары). 

## География
Село находится на реке Нырса, в 24 км к югу от районного центра — села Тюлячи.

## История
Первоисточники упоминают о селе с периода Казанского ханства.
В сословном плане, в XVIII веке и вплоть до 1860-х годов, татарское население села причислялось к государственным крестьянам. Занимались земледелием (в начале XX века земельный надел сельской общины составлял 1619,2 десятины), разведением скота.
По сведениям из первоисточников, в 1859 году в селе была мечеть. В начале XX века кроме неё здесь действовали медресе, водяная мельница, 4 мелочные лавки. До 1920 года село входило в Ключищенскую волость Лаишевского уезда Казанской губернии. С 1920 года в составе Лаишевского кантона ТАССР. С 14.02.1927 в Рыбно-Слободском, с 10.02.1935 в Тюлячинском, с 12.10.1959 в Сабинском, с 04.10.1991 в Тюлячинском районах.

## Население
| 1782 | 1859 | 1897 | 1908 | 1920 | 1926 | 1938 | 1949 | 1958 | 1979 | 1989 | 2000 |
| ---- | ---- | ---- | ---- | ---- | ---- | ---- | ---- | ---- | ---- | ---- | ---- |
| 77   | 512  | 875  | 895  | 958  | 890  | 829  | 574  | 757  | 702  | 513  | 531  |

Национальный состав села — татары.

## Экономика
Полеводство, молочное скотоводство.

## Инфраструктура
В селе действуют средняя школа, дом культуры, библиотека.

## Религия
Мечеть.